# هارلي روبرتس
هارلي روبرتس (24 مايو 1912 - 17 فبراير 1989) (بالإنجليزية: Harley Roberts)‏ هو لاعب كريكت بريطاني (وحمل سابقاً جنسية المملكة المتحدة لبريطانيا العظمى وأيرلندا).